# Carlos Oswald
Carlos Oswald (Florença, 18 de outubro de 1882 — Petrópolis, 1971) foi um pintor, desenhista, gravador, decorador, escritor e professor registrado como brasileiro no Vice Consulado do Império do Brasil, em Florença.

## Biografia
Filho primogênito do compositor brasileiro Henrique Oswald e de Laudômia Bombernard Gasperini (de origem francesa e toscana), além de ter sido o responsável pelo desenho final do Cristo Redentor, monumento que se encontra na cidade do Rio de Janeiro, no morro do Corcovado, foi o precursor da gravura no Brasil. Mestre de famosos artistas, como Fayga Ostrower e Poty Lazzarotto, Carlos Oswald deixou extenso legado de obras primas. Parte delas, se encontram no acervo do Museu Nacional de Belas Artes, no Rio de Janeiro.
Detalhes da sua vida foram materializados nas 229 páginas do livro escrito por sua filha, Maria Isabel Oswald Monteiro, Carlos Oswald, 1882-1971: Pintor da luz e dos reflexos, publicado pela Casa Jorge Editorial no ano de 2000.
Em 2007, o artista teve sua vida levada para as telas através do filme-documentário Carlos Oswald - O Poeta da Luz, dirigido por Regis Faria e com Fernando Eiras no papel de Carlos Oswald. A abordagem enfoca o grande descaso dos brasileiros com a arte e os artistas nacionais, além de revelar mais informações sobre a trajetória do renomado artista.